# استان خیرونا
خیرونا (به اسپانیایی: Gerona) یا ژیرُنا (به کاتالان: Girona) استانی در شمال شرقی اسپانیا، در شمال  بخش خودمختار کاتالونیا است.

## جغرافیا
این استان هم‌مرز با استان‌های بارسلون، لیدا و نیز فرانسه و دریای مدیترانه است.
مرکز استان شهر خیرونا است.

## جمعیت و مساحت
۶۸۷٬۳۳۱ نفر (۲۰۰۶) در خرونا زندگی می‌کنند که از این میان بیش از ۱۳٪ در شهر خرونا ساکن هستند. این استان ۵۸۸۶ کیلومتر مربع مساحت دارد و دارای ۲۲۱ دهستان است.